# Kšinná
Kšinná (bis 1927 slowakisch „Kšiná“; ungarisch Kesnyő – bis 1902 Ksinna) ist eine Gemeinde in der Westslowakei. Sie liegt im Gebirge Strážovské vrchy, etwa 15 Kilometer von Bánovce nad Bebravou und 45 Kilometer von Trenčín entfernt.

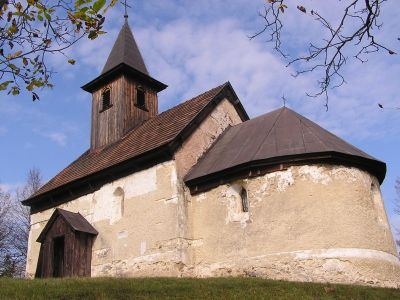
Romanische Kirche aus dem 13. Jahrhundert im Ort

Der Ort wurde 1352 erstmals schriftlich als villa Xinna erwähnt.
Im Januar 1945 wurde das Dorf von der nazistischen Partisanenabwehrgruppe Edelweiß niedergebrannt.
Zur Gemeinde gehören auch der 1971 eingemeindete Ort Závada pod Čiernym vrchom sowie Rakovec.

## Bevölkerung
| Jahr                | 1994 | 2004     | 2014    | 2024    |
| ------------------- | ---- | -------- | ------- | ------- |
| Anzahl der Personen | 609  | 545      | 519     | 475     |
| Unterschied         |      | −10,50 % | −4,77 % | −8,47 % |

| Jahr                | 2023 | 2024    |
| ------------------- | ---- | ------- |
| Anzahl der Personen | 478  | 475     |
| Unterschied         |      | −0,62 % |